# سیارک ۱۰۳۷
سیارک ۱۰۳۷ (به انگلیسی: 1037 Davidweilla، نامگذاری:1924TF) هزار و سی و هفتمین سیارک کشف شده‌است که در ۲۹ اکتبر ۱۹۲۴ و در الجزیره کشف شد.
قدر مطلق سیارک برابر ۱۳٫۶۰ است.